# NGC 5629
NGC 5629 (również PGC 51681 lub UGC 9281) – galaktyka soczewkowata (S0), znajdująca się w gwiazdozbiorze Wolarza. Odkrył ją John Herschel 6 maja 1831 roku.